# Måns Zelmerlöw
Måns Petter Albert Sahlén Zelmerlöw (* 13. června 1986 Lund) je švédský popový zpěvák a moderátor. Proslavil se účastí v druhé řadě pěvecké soutěže Idol, v níž obsadil páté místo, vyhrál první řadu soutěže Let's Dance a v roce 2007 vydal hit „Cara Mia“, se kterým se poprvé účastnil Melodifestivalen. V letech 2011–2013 moderoval festival Allsång på Skansen. Melodifestivalen se zúčastnil ještě v letech 2009, 2015 a 2025; s vítěznou písní „Heroes“ v roce 2015 reprezentoval Švédsko na Eurovision Song Contest 2015, kde také zvítězil s počtem 365 bodů.

## Biografie
Narodil se v Lundu na jihovýchodě Švédska známé profesorce patologie řeči a chirurgovi. Má mladší sestru. Na střední škole studoval sborový zpěv. V šestnácti letech zazářil v produkci muzikálu Josef a jeho úžasný pestrobarevný plášť ve známém klubu Slagthuset v Malmö. Také zpíval v Lunds Studentsångförening, jednom z nejznámějších švédských sborů.

### 2005–2007: Idol, Let's Dance a Melodifestivalen

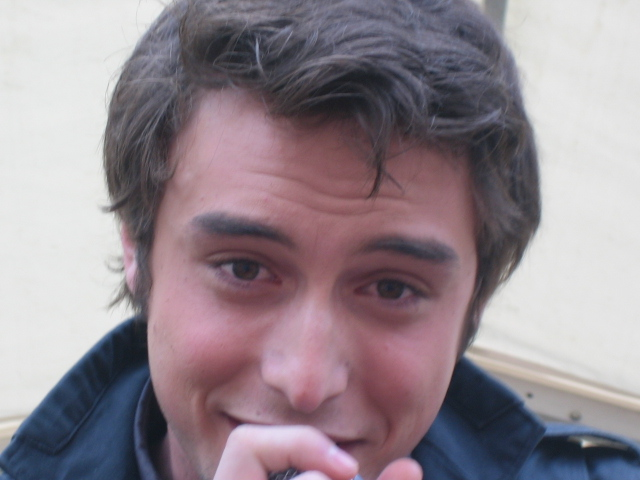
Måns Zelmerlöw (2006)

Na jaře 2005 se Måns přihlásil do druhé řady švédské odnože pěvecké reality-show Pop Idol. Na castingu zaujal s písní „Hero“ Enriqua Iglesiase. V sedmém finálovém večeru obsadil páté místo. Vítězkou soutěže se stala Agnes Carlsson.
Na počátku roku 2006 soutěžil v televizní taneční soutěži Let's Dance, kterou v březnu vyhrál. Jeho taneční partnerkou byla Maria Karlsson-Bild. Posléze si zahrál hlavní roli Dannyho Zuka v inscenaci muzikálu Pomáda v Malmö. Současně uzavřel smlouvu s M&L Records, dceřinou společností Warner Music Sweden.
V listopadu bylo oznámeno, že se Måns zúčastní soutěže Melodifestivalen, v níž televizní diváci vyberou švédského reprezentanta na Eurovision Song Contest. 17. února 2007 Måns se soutěžní písní „Cara mia“ úspěšně postoupil z třetího semifinálového kola. Ve finále 10. března obsadil třetí místo – diváci ho obdarovali druhým nejvyšším počtem hlasů (402 tisíc – od vítězných The Ark ho dělilo devadesát tisíc hlasů), ze stříbrné pozice ho srazilo čtvrté místo v hlasování poroty.
„Cara mia“ obsadila první místo švédské hitparády (zde vydržela čtyři týdny) a čtvrté místo finské. Dodnes je zpěvákovým nejúspěšnějším singlem. Nedlouho po Melodifestivalen Måns vydal debutové album Stand by For..., které okamžitě zamířilo na vrchol žebříčku a stalo se platinovým. Zpěvák propagaci alba podpořil vystoupeními na populárních festivalech Allsång på Skansen a Lotta på Liseberg. Poprvé si vyzkoušel moderování v dětské soutěži Lilla Melodifestivalen po boku Josefine Sundström a vrátil se na divadelní prkna v muzikálové produkci Footloose.

### 2008–2011
Většinu roku 2008 Måns strávil nahráváním druhého alba MZW a koncertováním; připojil se k mnoha populárním interpretům, mezi nimiž nechyběli Molly Sandén, Lasse Holm či Nanne Grönwall v rámci Diggiloo Tour. Tentýž rok začal chodit se zpěvačkou Marií Serneholt – jejich vztahem se čile zabývala švédská média. Zpěváci se v roce 2011 rozešli.
Počátkem roku 2009 se opět zapojil do Melodifestivalen. S písní „Hope & Glory“, na níž se podílel s Fredrikem Kempe a Henrikem Wilkströmem, autory „Cara mia“, postoupil do finále, kde zvítězil v hlasování porotců. Po přičtení diváckých hlasů (obdržel jich přes 182 tisíc) však skončil až čtvrtý. Na Eurovizi do Moskvy odjela Malena Ernman.
Na jaře vyšlo album MZW – obsadilo špičku hitparády a získalo zlatou desku. Během léta koncertoval po Švédsku: uspořádal propagační The MZW Tour, moderoval populární festival Sommarkrysset, vystoupil na Allsång på Skansen i na oslavě narozenin princezny Viktorie.

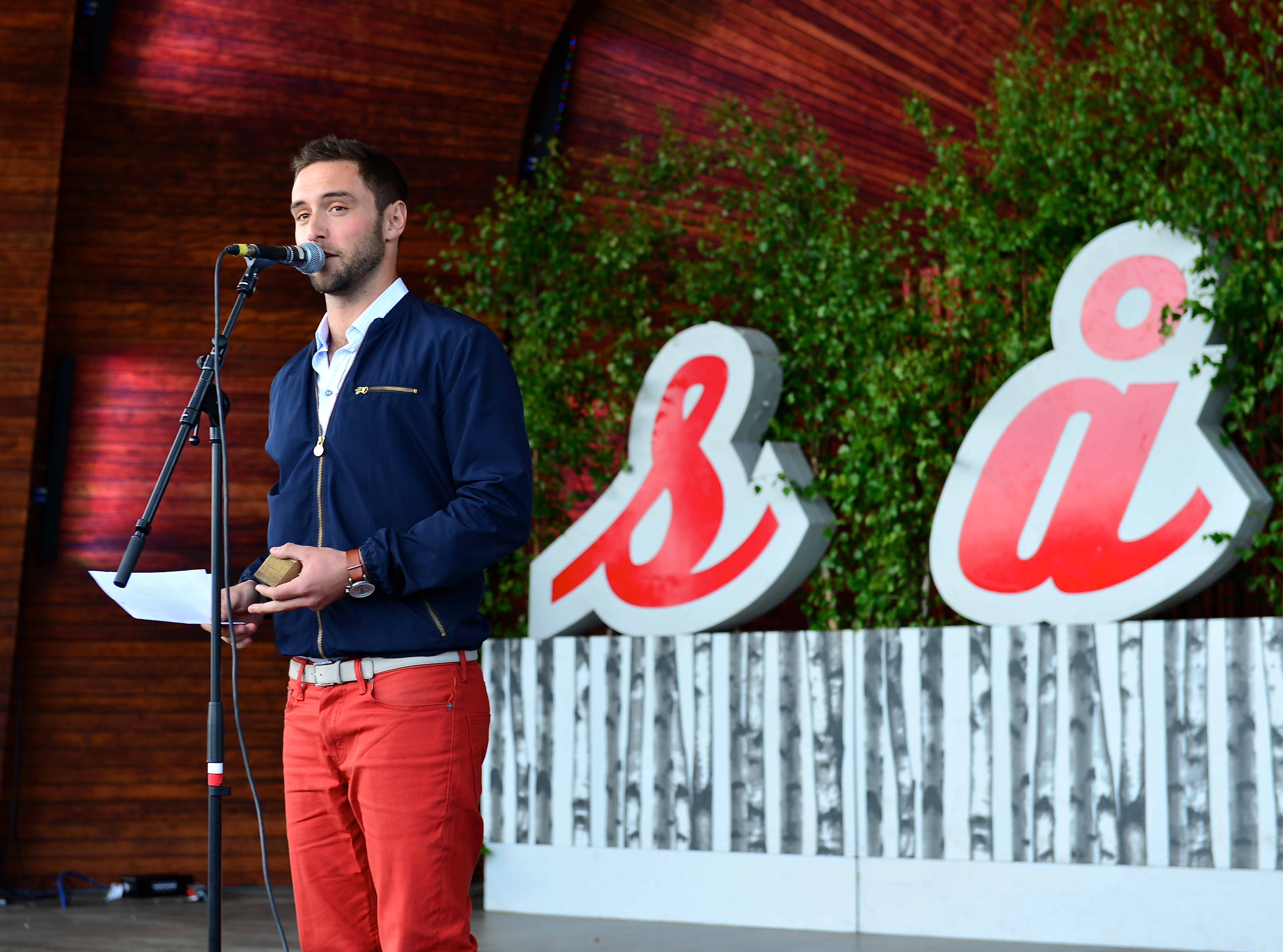
Måns Zelmerlöw (2013)

V roce 2010 po boku Dolpha Lundgrena a Christine Meltzer moderoval Melodifestivalen. O rok později ztvárnil ústřední mužskou roli v muzikálu Romeo a Julie. Koncem listopadu vydal vánoční album Christmas with Friends. Poprvé také moderoval Allsång på Skansen, k němu se vrátil i v následujících dvou letech.

### 2012–2014
V roce 2012 vydal charitativní singl „Ett lyckligt slut“ ve prospěch organizace Barncancerfonden, která financuje léčbu dětské rakoviny.
Počátkem roku 2013 se počtvrté zúčastnil Melodifestivalenu, tentokrát však ani jako zpěvák, ani jako moderátor, nýbrž coby autor soutěžní písně „Hello Goodbye“ Erika Segerstedta a Tone Damli. Duo s ní postoupilo do Druhé šance. Na podzim se podílel na produkci muzikálu Duch po boku Leny Philipsson a dalších hvězd.
Další album Barcelona Sessions vyšlo v únoru 2014.

### 2015: Eurovision Song Contest
V březnu 2015 vyhrál Melodifestivalen s písní „Heroes“, jejíž pódiová prezentace byla doplněna o unikátní vizuální efekty. V květnu následně reprezentoval Švédsko na Eurovision Song Contest 2015 ve Vídni. V hlasování obdržel 365 bodů a porazil zástupce Ruska a Itálie. V červnu bylo vydáno album Perfectly Damaged, které obsadilo první místo švédské hitparády a nižší pozice v dalších evropských žebříčcích. Zpěvák za něj rovněž obdržel zlatou desku. O rok později soutěž konanou ve Švédsku moderoval.

## Diskografie

### Studiová alba
- 2007: Stand By For...
- 2009: MZW
- 2010: Christmas with Friends
- 2011: Kära vinter
- 2014: Barcelona Sessions
- 2015: Perfectly Damaged
- 2016: Chameleon
- 2019: Time